# Hidrocentrala Kahovka
Centrala hidroelectrică Kakhovka a fost o centrală hidroelectrică pe râul Nipru, în Nova Kakhovka, Ucraina. Nova Kakhovka este un oraș-port situat pe malul sudic al rezervorului. Scopurile principale ale barajului au fost producerea de energie hidroelectrică, irigații și navigație. A fost al șaselea și ultimul baraj din cascada de baraje a rezervorului Nipru. Canalul de apă adâncă a permis transportul maritim în sus și în josul râului. Instalația include și o grădină de iarnă. Drumul P47 și o cale ferată traversează râul Nipru pe baraj.
Centrala hidroelectrică Kakhovka avea 241 de angajați în octombrie 2015. Directorul este Yaroslav Kobelya din septembrie 2012. Începând cu 2019, barajul a fost profitabil, aducând 6,1 milioane de grivna ucraineană la bugetele administrației publice locale și 44,6 milioane de grivna ucraineana la venitul național.
În dimineața zilei de 6 iunie 2023, o porțiune semnificativă a barajului a fost distrusă, probabil de o explozie în apropierea centrului barajului, eliberând o cantitate mare de apă în aval.

## Barajul
Barajul are o ecluză asociată și o centrală electrică cu o capacitate instalată de 357 MW. Apa din rezervorul Kakhovka răcește Centrala nucleară Zaporije de 5,7 GW și este trimisă, de asemenea, prin intermediul canalului Crimeea de Nord și al canalului Nipru-Krivoi Rog pentru a iriga zone mari din sudul Ucrainei și din nordul Crimeei. Construcția barajului a început în septembrie 1950. Ultimul generator a fost pus în funcțiune în octombrie 1956. Acesta este operat de Ukrhydroenergo.
Începând cu 2019, au fost efectuate reparații și extinderi semnificative ale instalației.

## Invazia rusă a Ucrainei
La 24 februarie 2022, centrala a fost capturată de forțele rusești în timpul invaziei rusești în Ucraina. În timpul săptămânilor de atacuri de artilerie ale Ucrainei din august și septembrie, oficialii ucraineni și ruși au raportat că abilitatea instalației de a transporta vehicule a fost degradată, dar barajul în sine și-a păstrat integritatea structurală.
La jumătatea lunii octombrie 2022, rapoartele de presă au sugerat că rușii ar fi plănuit să arunce în aer barajul pentru a încetini contraofensiva ucraineană în regiune.
La 11 noiembrie, a avut loc o explozie de mari proporții pe baraj, care a fost prezentată pe imaginile de pe camerele de supraveghere. Secțiunile de drum și de cale ferată au fost distruse, dar barajul în sine a rămas în mare parte nevătămat. Dar apoi rușii au deschis porți de ecluză suplimentare, permițând apei să iasă în grabă din rezervor. La acel moment, Administrația militară regională Zaporizhzhia a sugerat într-o declarație că unul dintre scopurile drenării rezervorului ar fi putut fi acela de a inunda zona de la sud de baraj, pentru a împiedica forțele ucrainene să traverseze râul Dnipro. Oficialii au declarat că Ukrhydroenergo, compania hidroelectrică ucraineană, crede că ocupanții ruși "au deschis ecluzele stației temându-se de un avans al soldaților ucraineni".
La începutul lunii noiembrie 2022, deversorii de la baraj au fost deschiși, iar rezervorul Kakhovka a scăzut la cel mai scăzut nivel din ultimele trei decenii, punând în pericol resursele de irigații și de apă potabilă, precum și sistemele de răcire pentru centrala nucleară Zaporizhzhia. Între 1 decembrie 2022 și 6 februarie 2023, nivelul apei a scăzut cu 2 metri.
În mai 2023, nivelul apei a atins cel mai ridicat nivel înregistrat, iar apa părea că a început să curgă peste partea superioară a barajului. Acest lucru a împins apa peste nivelul normal și a provocat inundarea unor sate din apropiere. Creșterea părea să fie rezultatul faptului că Rusia a ținut prea multe porți închise.

### Distrugerea barajului
La 6 iunie 2023, o explozie a provocat daune semnificative în secțiunea centrală a barajului de 3,2 km lățime, ceea ce a dus la un flux necontrolat de apă în aval. A avut loc o "explozie internă a structurilor" în interiorul barajului, potrivit președintelui ucrainean Volodîmîr Zelenski În consecință, au fost demarate operațiuni de evacuare și salvare.
Potrivit Organizației Națiunilor Unite, breșa din barajul Kakhova ar avea consecințe catastrofale. Distrugerea barajului a dus la faptul că zeci de mii de oameni se vor afla într-o zonă inundabilă. Peste 40 de orașe, sate și Ucraina sunt grav inundate, iar cantități masive de animale au pierit în cele mai importante pagube de la începutul războiului Rusiei în Ucraina.
Rusia a controlat barajul încă de la începutul războiului, dar ambele părți își dispută cauza distrugerilor. Oficialii ruși impuși în Ucraina ocupată susțin că a fost sabotat de forțele ucrainene. Oficialii ucraineni atribuie dezastrul Brigăzii 205 de pușcași motorizați din Rusia. Nici un guvern internațional și nici o agenție de presă nu a atribuit atribuirea distrugerii barajului, dar se raportează că atât Statele Unite cât și Kingomul Unite înclină spre o evaluare a vinovăției rusești.
Distrugerea barajului a atras condamnarea liderilor UE și ucraineni, care au descris-o drept o potențială crimă de război, în timp ce își rezervă judecata în ceea ce privește efectuarea unei analize finale a atacului. De exemplu, BBC News a achiziționat imagini din satelit care au dezvăluit starea de deteriorare a barajului cel puțin de la 1 iunie, sau posibil chiar mai devreme. Imaginile au evidențiat, de asemenea, faptul că la 2 iunie, drumul care traversează barajul a suferit anumite avarii, însă deteriorarea drumului nu a fost un indiciu al vreunei breșe în baraj. Centrala hidroelectrică și drumul barajului s-au deteriorat cu o săptămână înainte, dar nicio schimbare a debitului de apă nu a fost vizibilă până la 6 iunie.